# Sara Bennett

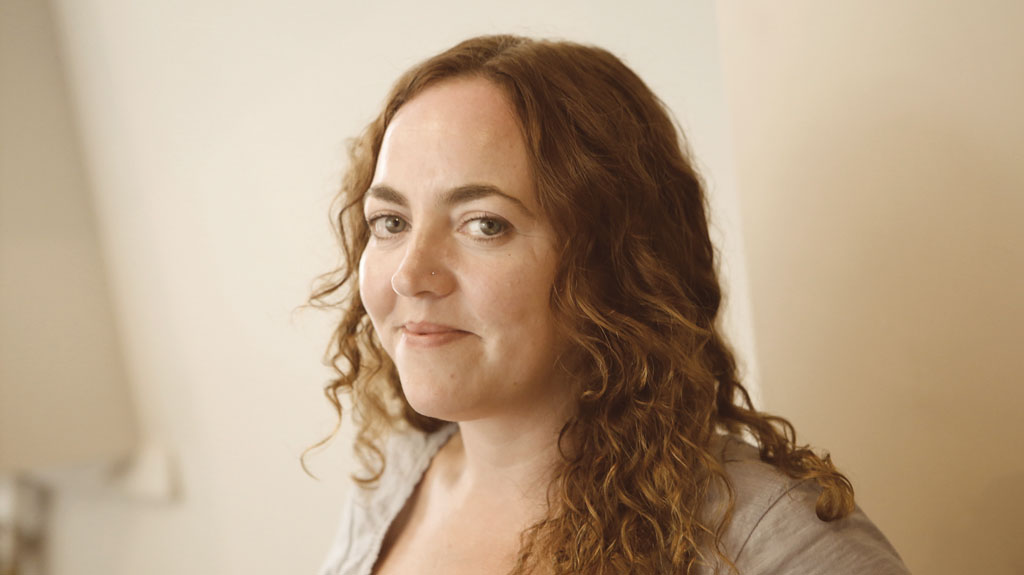
Sara Bennett (2013)

Sara Bennett (* vor 1990) ist eine britische Spezialeffektkünstlerin.
Sara Bennett ist seit Ende der 1990er Jahre im Bereich der digitalen visuellen Effekten im Filmbereich tätig, zuerst für die Firmen The Mill und Framestore. 2013 gründete sie mit vier weiteren Digitalkünstlern das Visual-Effects-Studio Milk.
Für den Film Ex Machina erhielt sie 2016 zusammen mit Andrew Whitehurst, Paul Norris und Mark Ardington den Oscar in der Kategorie Beste visuelle Effekte. Zudem war sie für den BAFTA Film Award und den Saturn Award nominiert.

## Filmografie (Auswahl)
- 2001: Harry Potter und der Stein der Weisen (Harry Potter and the Philosopher’s Stone)
- 2001: Black Hawk Down
- 2002: Harry Potter und die Kammer des Schreckens (Harry Potter and the Chamber of Secrets)
- 2004: Harry Potter und der Gefangene von Askaban (Harry Potter and the Prisoner of Azkaban)
- 2005: Harry Potter und der Feuerkelch (Harry Potter and the Goblet of Fire)
- 2005–2010: Doctor Who (Fernsehserie, 43 Folgen)
- 2012: Snow White and the Huntsman
- 2013: 47 Ronin
- 2015: Der Marsianer – Rettet Mark Watney (The Martian)
- 2015: Ex Machina
- 2015: Poltergeist
- 2016: Phantastische Tierwesen und wo sie zu finden sind (Fantastic Beasts and Where to Find Them)